# IC 4825
IC 4825 ist eine Spiralgalaxie vom Hubble-Typ Sc? im Sternbild Pfau am Südsternhimmel. Sie ist schätzungsweise 560 Millionen Lichtjahre von der Milchstraße entfernt und hat einen Durchmesser von etwa 65.000 Lichtjahren.

Das Objekt wurde am 17. September 1900 von DeLisle Stewart.